# OR10G9
OR10G9 (англ. Olfactory receptor family 10 subfamily G member 9) – білок, який кодується однойменним геном, розташованим у людей на короткому плечі 11-ї хромосоми. Довжина поліпептидного ланцюга білка становить 311 амінокислот, а молекулярна маса — 34 574.
| 10         |  | 20         |  | 30         |  | 40         |  | 50         |
| ---------- |  | ---------- |  | ---------- |  | ---------- |  | ---------- |
| MSKTSLVTAF |  | ILTGLPHAPG |  | LDAPLFGIFL |  | VVYVLTVLGN |  | LLILLVIRVD |
| SHLHTPMYYF |  | LTNLSFIDMW |  | FSTVTVPKML |  | MTLVSPSGRA |  | ISFHSCVAQL |
| YFFHFLGSTE |  | CFLYTVMSYD |  | RYLAISYPLR |  | YTSMMSGSRC |  | ALLATSTWLS |
| GSLHSAVQTI |  | LTFHLPYCGP |  | NQIQHYLCDA |  | PPILKLACAD |  | TSANEMVIFV |
| DIGLVASGCF |  | LLIVLSYVSI |  | VCSILRIHTS |  | EGRHRAFQTC |  | ASHCIVVLCF |
| FVPCVFIYLR |  | PGSRDVVDGV |  | VAIFYTVLTP |  | LLNPVVYTLR |  | NKEVKKAVLK |
| LRDKVAHSQG |  | E          |  |            |  |            |  |            |

A: Аланін

C: Цистеїн

D: Аспарагінова кислота

E: Глутамінова кислота

F: Фенілаланін

G: Гліцин

H: Гістидин

I: Ізолейцин

K: Лізин

L: Лейцин

M: Метіонін

N: Аспарагін

P: Пролін

Q: Глутамін

R: Аргінін

S: Серин

T: Треонін

V: Валін

W: Триптофан

Кодований геном білок за функціями належить до рецепторів, g-білокспряжених рецепторів, білків внутрішньоклітинного сигналінгу. 
Локалізований у клітинній мембрані, мембрані.